# أبو سعد خسرو شاه
أبو سعد خسرو شاه كان أميرًا بويهيًا في فارس (1049 و1051-1054). كان ابن أبي كاليجار مرزبان.

## السيرة
بعد وفاة أبيه، تولى شقيق أبي سعد خسرو شاه، أبو نصر خسرو فيروز، العرش في بغداد ولقَّب نفسه بـ"الملك الرحيم". وقد منعه شقيقه أبو منصور فولاذ ستون من تولي الخلافة على كامل الدولة البويهية، حيث تولى السيطرة على فارس. ودخل الاثنان بعد ذلك في صراع من أجل السيادة. وفي عام 1049 أرسل الملك الرحيم جيشًا بقيادة أبي سعد خسرو شاه، الذي تمكن من الاستيلاء على شيراز وكذلك أسر أبي منصور. ومع ذلك، اضطر أبو سعد خسرو إلى العودة إلى العراق بعد فترة وجيزة بسبب تزايد العداء بين الأتراك والقوات الديلمية هناك. وفي نفس الوقت تقريبًا، فقد البويهيون أراضيهم في عُمان، حيث لن تعود في سيطرتهم. ثم تمكن أبو منصور من العودة إلى ولاية فارس مرة أخرى، واستولى على أجزاء من الأهواز من الملك الرحيم. لكن الملك الرحيم تمكن من استعادة الأهواز والاستيلاء على بلدة أخرى اسمها عسكر مكرم من أبي منصور. وفي العام التالي، اجتاح جيش مشترك من القبائل العربية والكردية الأهواز والمناطق المحيطة بها، لكن الملك الرحيم صدّهم فيما بعد.
وفي عام 1051 أو 1052، هزم الملك الرحيم أبا منصور مرة أخرى واستولى على فارس. ثم عيَّن أبا سعد خسرو شاه حاكمًا على الولاية. ومع ذلك، فقد فُقدَت شيراز في عام 1053 أو 1054، عندما عاد أبو منصور تابعًا للحاكم السلجوقي طغرل. وفي عام 1055، استولى قائد عسكري ديلمي يدعى فولاذ على شيراز وطرد أبا منصور من فارس. ثم عقد فولاذ مع الملك الرحيم اتفاقًا وافق فيه على الاعتراف بسلطانه. ولكن الملك الرحيم وأبا سعد خسرو شاه لم يثقا به، واستعادا مع أبي منصور شيراز من فولاذ. فوافق أبو منصور على الاعتراف بسلطة الملك الرحيم.
ثم جعل طغرل الملك الرحيم تابعًا له. ولكن لم يمضِ أسبوع حتى بدأ أهل بغداد يشكون إلى الأمير من أعمال النهب التي ارتكبتها القوات السلجوقية، ويطلبون منه إخراجهم من المدينة. فاستدعاه طغرل إلى معسكره للتفاوض بشأن هذه المسألة. وعندما وصل اتُّهم بالقيام بأعمال انتقامية ضد القوات السلجوقية، واعتُقل على الرغم من احتجاجات الخليفة. وليس معروفًا ما حدث لأبي سعد خسرو بعد هذه الحادثة، ولكن من المرجح أنه مات بعد سنوات قليلة.